# 許丁茂
許丁茂 （韩语:허정무；1955年1月13日—）曾是一位韩国运动员，开始执教生涯后，由于有在荷兰联赛効力的经历，这对许丁茂的执教理念产生了很大影响。他提倡全攻全守的进攻足球，强调整体配合。

## 球员生涯
許丁茂在延世大学毕业后加入业余球队韩国电力公社,后因要服兵役加入了海军。1980年加盟荷兰劲旅PSV埃因霍温，1984年回国加盟蔚山现代，許丁茂曾代表韩国参加过1986年墨西哥世界杯的比赛並在与意大利的比赛中打进一球。

## 教练生涯
許丁茂退役后曾分別以训练師及助理教练的身份隨韩国参加了1990年和1994年的两届世界杯。1993年許丁茂首次成为主教练执教浦項原子(今浦项制铁)的，1996-1998年在全南天龙执教。
1998年世界杯后，許丁茂成为了韩国国家足球队的主教练，並率领韩国在2000年亚洲杯取得季军。除了国家队之外，许丁茂还曾短暂执教过韩国国奥队，率领韩国国奥队打进了2000年悉尼奥运会。
从韩国国家队主教练的位置退下來后，許丁茂第二次执教全南天龙并率队力克水原三星获得2005年韩国足协杯冠军。
2007年12月7日 ，许丁茂被韩国足协任命为国家队主教练，重新接手韩国队，而此前韩国国家队连续7年由外国人出任主教练，许丁茂率领韩国队成功出缐2010年南非世界杯。
2010年南非世界杯韩国与迭戈·马拉多纳率领的阿根廷一同分在B组，許丁茂和马拉多纳二人作为球员曾在1986年墨西哥世界杯同场比赛。24年后許丁茂和马拉多纳作为主教练分別率领韩国及阿根廷在世界杯同场比赛,结果阿根廷以4-1赢了韩国。最终韩国以次名出缐16强，最终倒在了乌拉圭脚下，这也是韩国队首次在本土以外出缐世界杯16强。
南非世界杯出局后，許丁茂决定不再连任韩国队主教练一职。